# نمكة (رودبار)
نمکة (بالفارسية: نمکه) هي مستوطنة تقع في إيران في قسم رودبار الريفي. يقدر عدد سكانها بـ 38 نسمة .